# 金普新区
金普新区（きんぷしんく）は、中華人民共和国遼寧省大連市に位置する国家級新区である。

## 概要
2014年6月23日、国務院の承認に基づき翌2015年3月12日、大連金普新区管理委員会が設置された。全国10番目、東北において初めて国家級新区である。
大連市金州新区（金州区全域と大連経済技術開発区・大連金石灘国家旅遊度假区・保税区・普湾新区）の全ての行政区域と、普蘭店区の一部で構成される。